# Lonchura atricapilla
El capuchino castaño (Lonchura atricapilla) es una especie de ave paseriforme de la familia Estrildidae nativa de la región indomalaya y la Wallacea. Anteriormente era considerada como una subespecie del capuchino tricolor, Lonchura malacca.

## Distribución geográfica yhábitat
Se distribuye a través de Bangladés, Brunéi, Camboya, China, India, Indonesia, Laos, Malasia, Birmania, Nepal, Filipinas, Singapur, Taiwán, Tailandia, Vietnam. Ha sido introducida en Colombia,  Palaos y Hawái.
Es una ave gregaria de tamaño pequeño que se alimenta principalmente de cereales y otras semillas. Frecuenta praderas abiertas y áreas de cultivo. El nido es una gran estructura en forma de cúpula fabricada de hierbas un arbusto o hierba alta en la que ponen 4-7 huevos blancos.

## Descripción

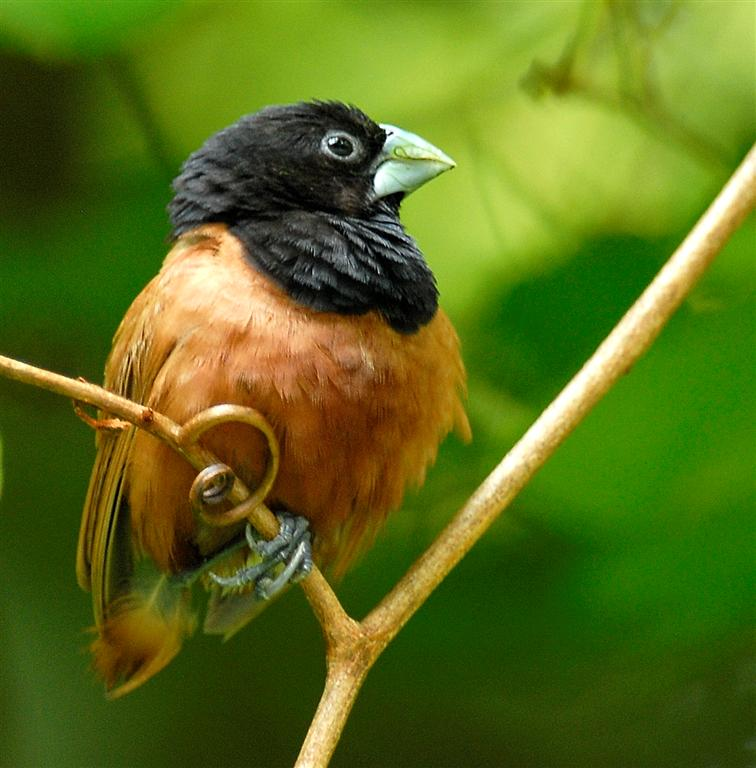
Adulto

Mide entre 11-12 cm de longitud. Los adultos tienen el pico de color gris azulado pálido, la cabeza negra, y el cuerpo de color marrón, con una mancha de color rojo ladrillo en la parte inferior del dorso, sólo visible cuando vuela. Algunas subespecies también tienen el vientre negro.
Ambos sexos son similares, pero las aves inmaduras tienen las partes superiores de color pardo claro uniforme, carecen de la cabeza oscura y tienen las partes inferiores de color blanco a ante pálido.

## Subespecies
Tiene varias subespecies reconocidas:
- L. a. rubronigra (Hodgson, 1836)– en el norte de la India y Nepal;
- L. a. atricapilla (Vieillot, 1807)–	en el noreste de la India, Bangladés, Birmania y el suroeste de China;
- L. a. deignani Parkes, 1958– en Tailandia, el sureste de China e Indochina;
- L. a. sinensis (Blyth, 1852)– en la península de Malaca y el norte de Sumatra;
- L. a. batakana (Chasen & Kloss, 1929)– en el noroeste de Sumatra	;
- L. a. formosana (Swinhoe, 1865)– en Taiwán y el norte de Luzón;
- L. a. jagori (Martens, KE, 1866)– las Filipinas (excepto el norte de Luzón), Borneo, Célebes y sus islas adyacentes.

## Ave nacional de las Filipinas hasta 1995
Hasta 1995 era el ave nacional de las Filipinas, honor transferido al águila monera Pithecophaga jefferyi. Allí, debido a la urbanización y la consiguiente falta de conocimiento de las especies locales, hoy en día a menudo es confundido con el gorrión molinero Passer montanus debido a que ambas especies, una de las varios también categorizados como "mayas" en las Filipinas, es mucho más común en las zonas urbanas.